# مزن أباد
مزن‌ أباد هي قرية في مقاطعة سردشت، إيران. عدد سكان هذه القرية هو 244 في سنة 2006.